# Güçlükonak
Güçlükonak là một huyện thuộc tỉnh Şırnak, Thổ Nhĩ Kỳ. Huyện có diện tích 436 km² và dân số thời điểm năm 2007 là 9958 người, mật độ 23 người/km².